# Prometheus (sopka)

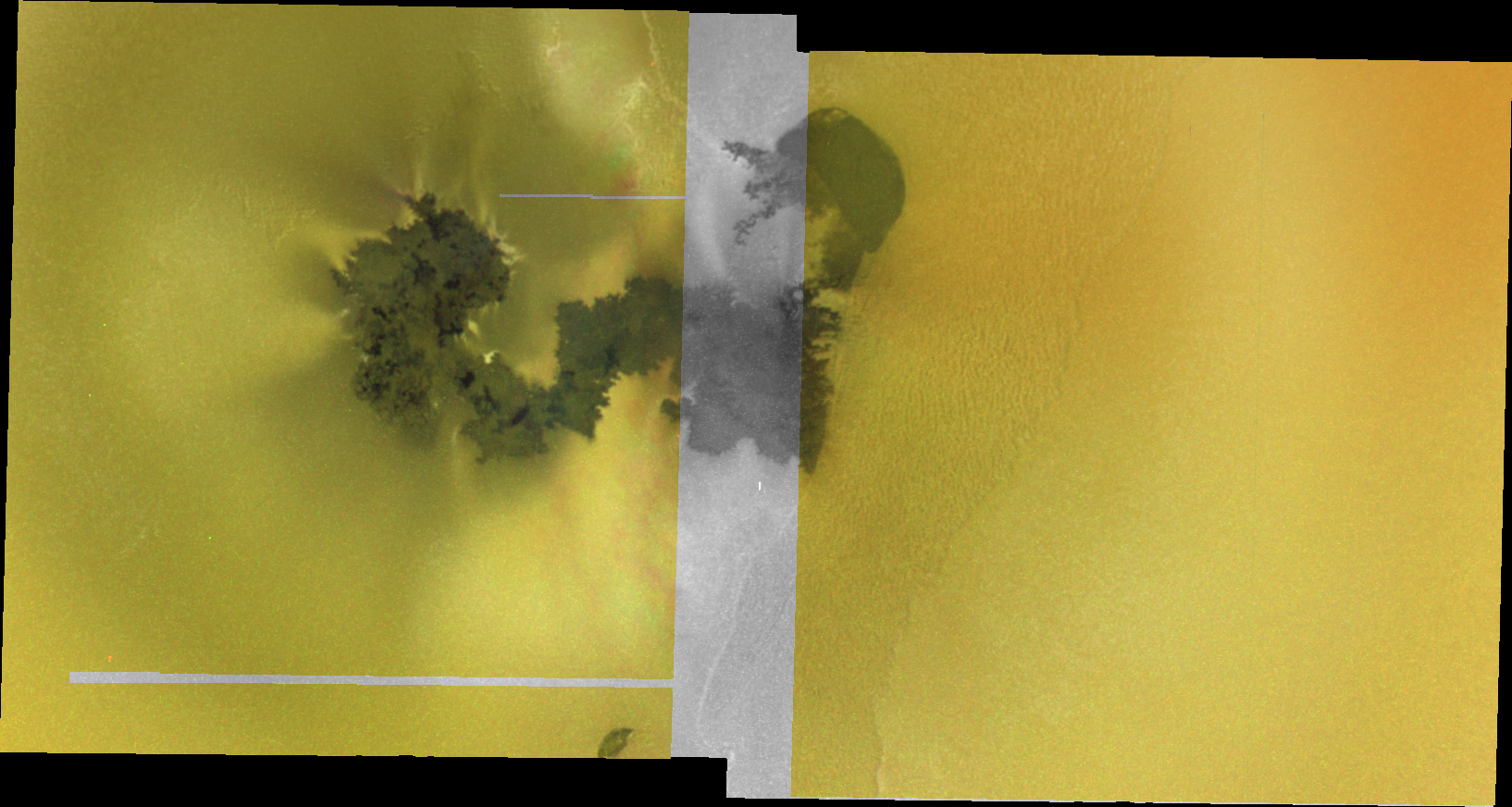
Sopka Prometheus na povrchu měsíce Io

Prometheus je aktivní sopka na Jupiterově měsíci Io. Nachází se na straně odvrácené od Jupiteru, souřadnice jsou 1,52 stupně jižní šířky a 153,94 stupňů západní délky. Sopka se skládá z 28 kilometrů široké vulkanické jámy s názvem Prometheus Patera a 100 kilometrů dlouhého lávového proudu. Sopka byla poprvé pozorována roku 1979 na záběrech ze sondy Voyager 1. Mezinárodní astronomická unie následně sopku pojmenovala podle řeckého hrdiny Promethea, který proslul tím, že ukradl bohům oheň a daroval ho lidem. 
Vulkanické erupce v oblasti sopky Prometheus stále pokračují. Zaznamenala je sondy Voyager 1 v roce 1979. V době mezi průletem sondy Voyager a prvními snímky ze sondy Galileo se lávový proud zvětšil asi o 6700 čtverečních kilometrů.  
V oblasti se nacházejí dvě místa, kde dochází k erupcím. Jedno místo, bohaté na síru, se nachází na východním konci lávového proudu a erupce dosahuje výšky 75-100 kilometrů. Druhé místo erupcí se nachází na západním konci lávového proudu a je bohaté na oxid siřičitý. Lávové pole je zde pokryté zmrzlým oxidem siřičitým, který otepluje a vypařuje. Vytvářejí se tak plynné a prachové částice viditelného prachového oblaku. 
Oblast byla snímkována sondami Voyager 1, Galileo a New Horizons.